# دان كاسيدي
دان كاسيدي (بالإنجليزية: Dan Cassidy)‏ هو لاعب كرة مضرب أمريكي، ولد في 29 أبريل 1961 في هوليوود في الولايات المتحدة.

## وصلات خارجية
- دان كاسيدي على موقع رابطة محترفي التنس (الإنجليزية)
- دان كاسيدي على موقع الاتحاد الدولي لكرة المضرب (الإنجليزية)
- دان كاسيدي على موقع خلاصة التنس.كوم (الإنجليزية)